# Nixonův šok
Nixonův šok byla série ekonomických opatření přijatých prezidentem Spojených států Richardem Nixonem v roce 1971 v reakci na rostoucí inflaci, z nichž nejvýznamnější bylo zmrazení mezd a cen, přirážky na dovoz a jednostranné zrušení přímé mezinárodní směnitelnosti amerického dolaru ke zlatu.
Ačkoli Nixonovy kroky formálně nezrušily existující brettonwoodský systém mezinárodní finanční směny, pozastavení jedné z jeho klíčových součástí fakticky způsobilo nefunkčnost brettonwoodského systému. Zatímco Nixon veřejně prohlásil svůj záměr obnovit přímou směnitelnost dolaru po provedení reforem brettonwoodského systému, všechny pokusy o reformu se ukázaly jako neúspěšné. V roce 1973 byl brettonwoodský systém de facto nahrazen současným režimem založeným na volně plovoucích fiat měnách.